# Phúc An
Phúc An là một xã thuộc huyện Yên Bình, tỉnh Yên Bái, Việt Nam.
Xã Phúc An có diện tích 25,83 km², dân số năm 2019 là 3.326 người, mật độ dân số đạt 129 người/km².
Trong xã có cụm di tích Thác Ô Đồ cùng với Đền, chùa Thác Ông Đồ được UBND tỉnh Yên Bái công nhận là Di tích lịch sử - văn hóa cấp tỉnh tại Quyết định số 3654/QĐ-UBND ngày 22/12/2016. 21°50′51″B 105°00′45″Đ / 21,847636°B 105,012524°Đ